# Односи Југославије и Сједињених Америчких Држава
Односи Сједињених Држава и Југославије били су историјски спољнополитички односи Сједињених Држава са Краљевином Југославијом (1918–1941) и Социјалистичком Федеративном Републиком Југославијом (1945–1992). Током постојања СФРЈ односи су осцилирали од међусобног незнања, антагонизма до блиске сарадње и значајног директног америчког ангажмана. Сједињене Државе су у Југославији представљале амбасада у Београду и генерални конзулат у Загребу.

## Историјат

### Краљевина Србија
Сједињене Америчке Државе су признале Краљевину Србију као суверену нацију 14. октобра 1881. потписивањем конзуларних и трговачких уговора. Генерални конзул САД Јуџин Шајлер предао је 10. новембра 1882. своје акредитиве влади Србије. У то време је основана Америчка мисија у Београду, иако је Шајлер боравио у Атини. Амерички и српски званичници су први пут покушали да успоставе дипломатске односе 1867. године, али су Сједињене Државе званично признале Краљевину Србију тек 1881. године, три године након што је земља стекла независност од Отоманског царства.
14. октобра 1881. обе земље су потписале два уговора. Први је Уговор о привредним односима за олакшавање и развој комерцијалних односа између две земље који су потписали отправник послова и генерални конзул САД у Букурешту Јуџин Шајлер и српски министар спољних послова Чедомиљ Мијатовић. Други уговор је била Конвенција о правима, привилегијама и имунитетима конзуларних службеника. Овај споразум је дефинисао и регулисао права, имунитете и привилегије конзуларних службеника сваке државе. 25. октобра 1901. САД и Краљевина Србија потписале су у Београду Уговор о екстрадицији. Уговор је промовисао правду и потврдио пријатељске односе између два народа, а о њему су преговарали амерички министар Чарлс Спенсер Френсис и српски министар спољних послова Мишел Вуиц.

### Међуратни период
Краљевина Југославија је настала након Првог светског рата под утицајем идеја о самоопредељењу из четрнаест тачака администрације Вудроа Вилсона. САД су биле прва држава која је дипломатски признала Југославију.

### Другог светског рата
Током Другог светског рата у Југославији, Сједињене Државе су у почетку подржавале ројалистичку југословенску владу у егзилу. Када су нацисти у пролеће 1941. напали Југославију, САД су у првим годинама рата одлучно подржале четнике. Ово се, међутим, променило када су британски извори препознали југословенске партизане као једини значајан покрет отпора који ће постати најефикаснији покрет отпора против Осовине током рата.

### Почетне послератне године
У почетном периоду после рата односи између две земље су били лоши, а Југославија се доживљавала као најближи совјетски савезник и земља у којој је Комунистичка партија дошла на власт без значајније совјетске подршке.  Ова фаза је трајала у кратком периоду након завршетка Другог светског рата 1945. и пре почетка Хладног рата 1947. године. Овај период карактерише совјетска помирљива дипломатија према Западу и много ратоборнија југословенска спољна политика укључена у питања попут као Слободна територија Трста и Грчки грађански рат. Односи су додатно затегнути када су два теретна авиона УСАФ Ц-47 Скајтрејн оборена изнад Југославије у периоду од две недеље. У то време, односима са Сједињеним Државама дат је мањи приоритет у односу на односе земље са Уједињеним Краљевством.

### Односи после 1948.
|                                |                                          |                                  |
| Никсон и Тито у Београду 1970. | Тито и Никсон, пријем у Белој кући 1971. | Тито и Картер у Белој кући 1978. |

Раскол Тито-Стаљин 1948. представљао је главну прекретницу у односима Сједињених Држава и нове социјалистичке републике. Југославија је први пут затражила помоћ од Сједињених Држава у лето 1948. Труманова администрација је одлучила да пружи значајну помоћ, зајмове и војну помоћ Југославији упркос неким забринутостима изазваним ранијим односима. Омар Бредли је такође био изразити присталица пружања помоћи и побољшања односа са Југославијом, наводећи у обраћању Конгресу 30. новембра 1950. да „Као прво, ако бисмо могли да их изведемо из непријатељског логора и учинимо неутралним, да Ако можете да их натерате да делују као претња, то је други корак, ако можете да их натерате да активно учествују на вашој страни, то је још један корак, а онда, наравно, ако сте имали обавезу. где су њихови напори интегрисани са нашим напорима у одбрани, то би ипак био даљи корак." Ово је означило почетак америчке војне помоћи Југославији у циљу супротстављања совјетским амбицијама у региону, што је довело до већих активности у односима Сједињених Држава и Југославије. Јосип Броз Тито је добио подршку САД у успешној намери Југославије 1949. за место у Савету безбедности Уједињених нација, против совјетске опозиције. Године 1949. САД су давале зајмове Југославији, а 1950. кредити су повећани и праћени великим грантовима и војном помоћи. Дана 29. новембра 1950, на југословенски Дан Републике, председник Хари Труман је затражио од Конгреса да подржи Југословенски закон о хитној помоћи. Иако су Југословени у почетку избегавали да траже војну помоћ верујући да ће то бити изговор за совјетску инвазију, до 1951. године југословенске власти су се увериле да је совјетски напад неизбежан и да је Југославија укључена у програм узајамне одбрамбене помоћи. Сједињене Државе су препознале стратешки значај независне и успешне социјалистичке Југославије као субверзивног модела за друге државе које су биле део источног блока.
Југословенска дипломатија се успешно носила са померањем фокуса америчке политике са Кенедијевог „Великог дизајна“, Џонсоновог позива „изградња мостова“, Никсонове личне дипломатије, до Картеровог фокуса на људска права. Југославија је водила веома независну спољну политику и задржала вођство у међународном Покрету несврстаних који је створио конкурентску идеологију и оспорио две суперсиле.